# 34025 Caolannbrady
34025 Caolannbrady è un asteroide della fascia principale. Scoperto nel 2000, presenta un'orbita caratterizzata da un semiasse maggiore pari a 2,2371774 au e da un'eccentricità di 0,1647747, inclinata di 5,01825° rispetto all'eclittica.